# José Saldarriaga
José Saldarriaga (Girardota, 1932 - Bogotá, 12 de marzo de 2015) fue un actor, libretista y director colombiano. Era reconocido por interpretar varias producciones nacionales.

## Biografía
José Saldarriaga nació en Girardota en 1932, pero desde niño se radicó en Bogotá. Durante su juventud incursionó en la radio participando en radionovelas nacionales. Ingresó a la televisión en 1959, trabajando en las telenovelas como Un largo camino, Embrujo verde, Lejos del nido, El caballero de Rauzán, La marquesa de Yolombó, Camila, El bazar de los idiotas, María Bonita, El fiscal y Dialogando, así como en las series de Revivamos nuestra historia. De su relación con Fanny Gallego nacieron cuatro hijos, entre ellos el también actor, Jaime Saldarriaga, quien fue asesinado un sábado 11 de abril de 1986 en Barranquilla al salir de una discoteca.
Saldarriaga falleció el 12 de marzo de 2015 en la ciudad de Bogotá.

## Filmografía
- El último matrimonio feliz (2008) - Don Gerardo
- El Zorro: la espada y la rosa (2007)
- Madre Luna (2007)
- La ex (2006)
- Por amor a Gloria (2005) - Jimmy
- El baile de la vida (2005)
- La Caponera (1999)
- Otra en mí (1996)
- María Bonita (1995)
- La casa de las dos palmas (1991)
- El Faraón (1984)
- La tregua (1980)
- Don Camilo (1988)
- Alma Fuerte (1987)
- El Gallo de Oro (1982)
- Padre por accidente (1981)
- Embrujo Verde (1977)